# 塞尼 (科多尔省)
塞尼（法語：Seigny，法語發音：[sɛɲi]）是法国科多尔省的一个市镇，属于蒙巴尔区。

## 地理
塞尼（47°34'25"N, 4°26'2"E）面积7.99 平方千米，位于法国勃艮第-弗朗什-孔泰大區科多尔省，该省份为法国中东部省份，北起奥布省，西接涅夫勒省和约讷省，南至索恩-卢瓦尔省，东南接汝拉省，东临上索恩省，东北部与上马恩省接壤。
与塞尼接壤的市镇（或旧市镇、城区）包括：弗雷讷、伯努瓦塞、埃兰日、格里尼翁、梅内特勒勒皮图瓦。

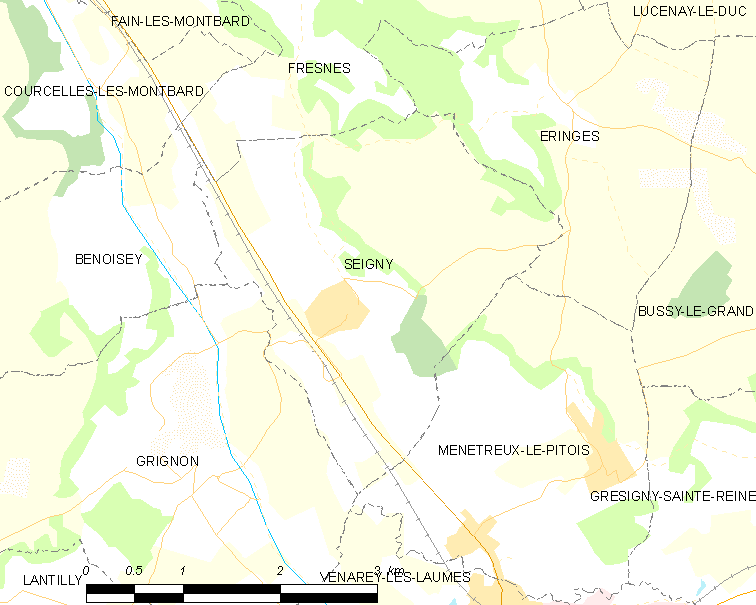
的OSM定位图

塞尼的时区为UTC+01:00、UTC+02:00（夏令时）。

## 行政
塞尼的邮政编码为21150，INSEE市镇编码为21598。

## 政治
塞尼所属的省级选区为蒙巴尔县。

## 人口

1962-2008年间人口变化图示

塞尼于2022年1月1日时的人口数量为153人。